# Ângelo Bonfietti
Ângelo Bonfietti, plus connu sous le nom d'Angelim, né le 8 août 1926, à São Paulo, au Brésil et décédé le 10 octobre 2004, à São Paulo, est un ancien joueur brésilien de basket-ball. Il évolue durant sa carrière au poste de meneur.

## Palmarès
- Finaliste du championnat du monde 1954